# Décès en 1430
Décès
- 1426
- 1427
- 1428
- 1429
- 1430
- 1431
- 1432
- 1433
- 1434

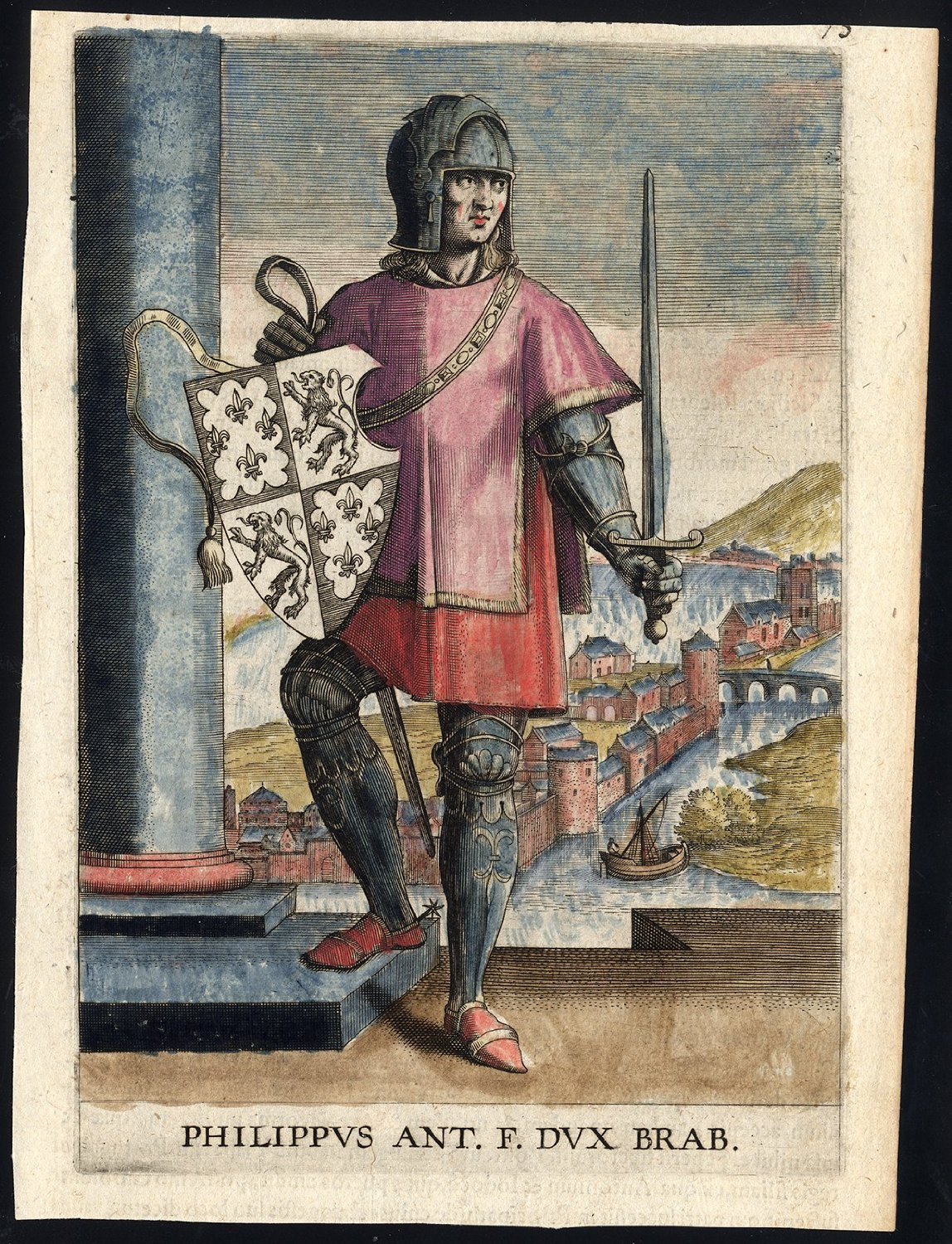
Philippe de Saint-Pol, mort en 1430.

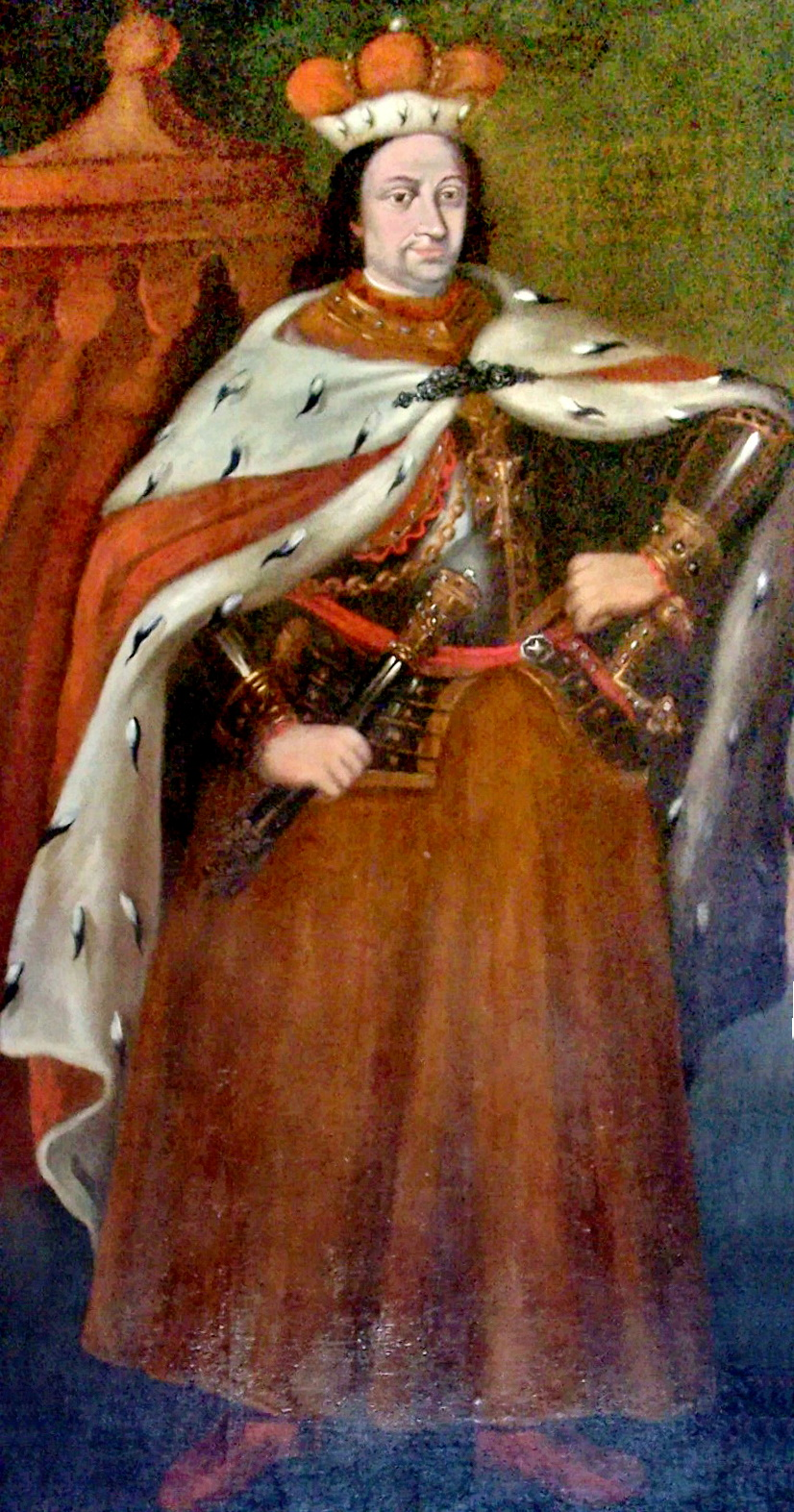
Vitold de Lituanie, mort en 1430.

Cette page dresse une liste de personnalités mortes au cours de l'année 1430  :
- 5 janvier : Philippa d'Angleterre, princesse anglaise devenue reine de l'union de Kalmar en épousant le roi Éric de Poméranie.
- 13 février : Othon de Ziegenheim, ou Otto von Ziegenhain, archevêque et prince-électeur de Trèves.
- mars : Endreyas d'Éthiopie, négus d'Éthiopie.
- 2 mai : Maestro della Crocifissione Grigg, peintre italien de la première Renaissance.
- 4 mai : Robert Vallée, 27e abbé du Bec.
- 25 juin : Jean de Terrevermeille, juriste, spécialiste de droit romain.
- 26 juin : Louis Ier de Bar, cardinal-duc de Bar.
- 22 juillet : Robert de Dangueil, évêque de Nevers.
- 25 juillet : Philippe de Saint-Pol, comte de Saint-Pol et de Ligny, duc de Brabant, de Lothier et de Limbourg.
- 18 septembre : Jeanne de Luxembourg-Saint-Pol, comtesse de Saint-Pol et de Ligny.
- 9 octobre : Johann von Bucka, cardinal bohémien, membre de l'ordre des norbertins.
- 27 octobre : Vitold de Lituanie, ou Vytautas le Grand, souverain du grand-duché de Lituanie.

- Adam d'Usk, chroniqueur gallois.
- Al-Mustain, calife abbasside au Caire.
- Christine de Pisan, poétesse et prosatrice française.
- Bonne de Savoie, princesse de la maison de Savoie.
- Andreï Roublev, peintre russe.
- Daniil Tcherny, orthodoxe iconographe russe.

date incertaine (vers 1430)
- Alain Chartier, poète, diplomate, orateur et écrivain politique français.
- Christine de Pizan, philosophe et poétesse française de naissance italienne.

## Crédit d'auteurs
- Cet article est partiellement ou en totalité issu de l'article intitulé « 1430 » (voir la liste des auteurs).